# Campeonato Paraguaio de Futebol de 1923
O Campeonato Paraguaio de Futebol de 1923 foi o décimo sexto torneio desta competição.  Participaram dez equipes. Não participou o Club Atlético Triunfo, de Assunção, rebaixado no campeonato anterior. Não houve a edição de 1922 devido à Guerra Civil Paraguaia de 1922.
| Equipe                | Cidade   | Departamento     | No ano anterior                                                      | Estádio | Capacidade | Títulos                    | Participações |
| --------------------- | -------- | ---------------- | -------------------------------------------------------------------- | ------- | ---------- | -------------------------- | ------------- |
| Atlántida Sport Club  | Assunção | Distrito Capital | Nono Lugar                                                           | --      | --         | 0 (não possui)             | 9             |
| Club River Plate      | Assunção | Distrito Capital | Quarto Lugar                                                         | --      | --         | 0 (não possui)             | 9             |
| Club Cerro Porteño    | Assunção | Distrito Capital | Sétimo Lugar                                                         | --      | --         | 4 (1913, 1915, 1918, 1919) | 10            |
| Club Guaraní          | Assunção | Distrito Capital | Campeão                                                              | --      | --         | 3 (1906,1907, 1921 )       | 15            |
| Club Nacional         | Assunção | Distrito Capital | Vice Campeão                                                         | --      | --         | 2 (1909, 1911)             | 16            |
| Club Olimpia          | Assunção | Distrito Capital | Quinto Lugar                                                         | --      | --         | 4 (1912, 1914, 1916, 1917) | 16            |
| Sol de América        | Assunção | Distrito Capital | Terceiro Lugar                                                       | --      | --         | 0 (não possui)             | 11            |
| Club Libertad         | Assunção | Distrito Capital | Sexto Lugar                                                          | --      | --         | 2 (1910, 1920)             | 11            |
| Sastre Sport          | Assunção | Distrito Capital | Campeão do Campeonato Paraguaio de Futebol de 1921 - Segunda Divisão | --      | --         | 0 (não possui)             | 3             |
| Club Presidente Hayes | Assunção | Distrito Capital | Oitavo Lugar                                                         | --      | --         | 0 (não possui)             | 4             |

## Premiação
| Campeonato Paraguaio 1923 Primeira Divisão |
| Assunção                                   |
| ------------------------------------------ |
| Club Guarani Campeão (4º título)           |